# Pfandsiegel

Aktuelles deutsches Pfandsiegel

Das Pfandsiegel (Deutschland) oder die Pfändungsmarke (Österreich), in beiden Ländern umgangssprachlich Kuckuck genannt, wird im Rahmen einer Zwangsvollstreckung durch den Gerichtsvollzieher bei der Pfändung von Sachen, die sich im Gewahrsam des Schuldners befinden, auf diesen angebracht, um die Beschlagnahme öffentlich zu dokumentieren (§ 808 Abs. 2 Zivilprozessordnung).

## Vorgang
Die Siegelmarke wird in der Regel an großen oder sperrigen Sachen angebracht, die der Gerichtsvollzieher nicht in Gewahrsam nehmen kann. Es handelt sich um eine Kennzeichnung durch Anlegung von Siegeln oder auf sonstige Weise (§ 808 Abs. 2  Satz 2 ZPO), indem der Gerichtsvollzieher die Pfandsiegelmarke unterschreibt, mit Dienstsiegel versieht und sie an denjenigen Gegenständen anbringt, die konkret von der Pfändung ergriffen werden sollen.  An der Identität der gepfändeten Gegenstände darf dabei kein Zweifel bestehen, weil ansonsten die Pfändung unwirksam ist.
Die Anbringung des Siegels und die befugte Abnahme ist eine Amtshandlung. Die unberechtigte Entfernung eines Pfandsiegels ist als Siegelbruch nach § 136 StGB als Vergehen strafbar.

## Bezeichnungsvarianten
Das amtliche Pfandsiegel wird umgangssprachlich zuweilen mit eher abwertenden Bezeichnungen belegt, etwa Kuckuck: In Österreich ist und in Preußen war dieses Siegel zumeist mit dem Wappenadler versehen, der aus Spott auf den ohnehin unausweichlichen Verwaltungsakt der Pfändung dann als Kuckuck umgedeutet wurde. Obwohl in Deutschland kein Adler mehr auf dem Pfandsiegel aufgedruckt ist, hat sich die Bezeichnung Kuckuck auch dort erhalten. Zuweilen wird das Pfandsiegel auch „Pleitegeier“ genannt (siehe Pleite).